# Pierre Moerlen
 (janvier 2015).
Si vous disposez d'ouvrages ou d'articles de référence ou si vous connaissez des sites web de qualité traitant du thème abordé ici, merci de compléter l'article en donnant les références utiles à sa vérifiabilité et en les liant à la section « Notes et références ».
Pour les articles homonymes, voir Moerlen.
Pierre Moerlen, né à Colmar (Haut-Rhin) le 23 octobre 1952 et mort dans la même ville le 3 mai 2005, est un batteur et percussionniste français, connu comme membre des groupes Gong, Pierre Moerlen's Gong et Brand X ainsi que comme un collaborateur récurrent de Mike Oldfield. Il est considéré comme un grand batteur par les groupes rock progressifs et jazz fusion européens.

## Biographie
Pierre Moerlen est le troisième d'une fratrie de cinq enfants. Son père Maurice Moerlen est organiste (il deviendra organiste titulaire de la cathédrale Notre-Dame de Strasbourg en 1971), et professeur d'orgue, de piano et d'harmonie au Conservatoire de Mulhouse. Sa mère Anne-Marie est professeur de musique et de piano en collège et lycée. Sous leur impulsion, tous les enfants sont formés à la musique : l'aînée, Michèle, violoniste, enseigne la musique dans un collège, la seconde fille, Geneviève, est flûtiste, Pierre, son frère cadet, Benoît, né en 1956, sont tous les deux percussionnistes, la benjamine, Dominique, pianiste et batteuse, est également professeure de musique.

### Formation
À 15 ans, Pierre, déjà formé au piano par ses parents et initié à la batterie au conservatoire de Colmar, quitte l’école pour étudier la batterie Jazz et les percussions classiques au conservatoire de Strasbourg avec Jean Batigne, timbalier de l'Orchestre de Strasbourg, et accessoirement fondateur et animateur des Percussions de Strasbourg, ensemble spécialisé dans la création d'œuvres dites contemporaines. Il y rencontre une autre élève percussionniste, Mireille Bauer. Son frère Benoît suit le même chemin quelques années plus tard.
Il obtient son prix de Percussions en 1972, puis collabore avec plusieurs groupes à Strasbourg, ainsi qu'en musique classique et comme musicien de théâtre (Le Marathon de Claude Confortes à la Maison de la Culture de Grenoble, 1972).
Dans sa jeunesse, il participe à deux groupes de rock et jazz-rock, dont Hasm Congélateur, qui comprend le guitariste Gabriel Federow, futur membre du groupe Magma en 1975-76.

### Gong
Début 1973, Pierre rejoint le groupe Gong à la recherche d'un batteur pour remplacer Laurie Allan, qui vient de signer avec le jeune label Virgin de Richard Branson. Cette formule du groupe enregistre les deuxième et troisième volets de la trilogie Radio Gnome Invisible : Angels Egg (1973) et You (1974). Pierre Moerlen et Steve Hillage, le guitariste de Gong, accompagnent en juin 1973 Mike Oldfield lors du concert de lancement pour son premier album, Tubular Bells. Oldfield fera plus tard appel à Pierre Moerlen comme batteur-percussionniste à six reprises sur disques (1975-87) et en tournée (1979-83).
De 1974 à 1975, Moerlen rejoint Les Percussions de Strasbourg. Il y joue le répertoire (notamment Ionisation, de Varèse, 1st Construction in Metal, de John Cage, 8 Inventions, de Kabeláč) et crée avec eux Musik im Bauch, de Karlheinz Stockhausen et Hiérophonie V, de Yoshihisa Taïra, au Festival international d'art contemporain de Royan en 1975. Aucun disque n'est cependant publié, malgré le succès de Hiérophonie V qui devient, à cette époque, un « tube » de l'ensemble.
Les formations de Gong sont instables, Pierre quittant le groupe deux fois, en 1973 puis en 1974. Il le réintègre à l'été 1975 à la suite du départ de Daevid Allen, lui imprimant une direction plus jazz-rock (les albums Shamal et Gazeuse!). En 1977, il relance la formation, centrée sur les percussions, sous le nom de Gong-Expresso (Expresso II) puis, après avoir rompu avec Virgin, de Pierre Moerlen's Gong, qui enregistrera trois albums pour le label Arista avant de se séparer en 1980. Il renaîtra pour deux albums à la fin des années 1980, après avoir tourné avec Mike Oldfield, Magma (pour quelques concerts seulement) puis avec le groupe suédois Tribute (1985-87).

### Années 1990
Après avoir travaillé sur plusieurs comédies musicales (principalement Les Misérables) à partir du début des années 1990, il reprend sa carrière à l'occasion d'une tournée avec le groupe Brand X en 1997. Puis entre 1997 et 1999 il réintègre le Classic Gong de Daevid Allen (avec Gilli Smyth, Didier Malherbe et Mike Howlett), qu'il quitte pour tenter de monter un nouveau Pierre Moerlen's Gong.

### Années 2000
En 2005, il séjourne à Sainte-Marie-aux-Mines et regroupe autour de lui des musiciens expérimentés et d'horizons différents (jazz, rock, musique contemporaine) de la scène alsacienne. C'est là que, dans la nuit du 2 au 3 mai, il est victime d'une attaque dans son sommeil. Évacué vers l’hôpital de Sélestat, il y est déclaré mort, à l'âge de 52 ans.
Ce musicien virtuose restera dans l'histoire du rock psychédélique européen comme l'un des plus grands batteurs[réf. nécessaire].
L'actuel groupe Pierre Moerlen's Gong, celui des derniers jours de Moerlen (Sam Klein le remplaçant à la batterie), lui rend hommage dans son album de 2010 (Tribute) en livrant — parmi d'autres — certaines de ses compositions inédites.

## Discographie

### Avec Gong
Albums studio
- 1973 : Angel's Egg
- 1974 : You
- 1976 : Shamal
- 1997 : You Remixed
- 1998 : Family Jewels

Albums live
- 1977 : Gong Est Mort, Vive Gong!
- 1977 : Live Etc.
- 1988 : Paragong Live 1973
- 1990 : Live at Sheffield 74

### Avec Pierre Moerlen's Gong
Albums studio
- 1976 : Gazeuse! (Expresso aux États-Unis)
- 1978 : Expresso II
- 1979 : Downwind
- 1979 : Time is the Key
- 1981 : Leave It Open
- 1986 : Breakthrough
- 1988 : Second Wind
- 2002 : Pentanine

Albums live
- 1980 : Pierre Moerlen's Gong Live
- 1998 : Full Circle/ Live 88

### Avec Mike Oldfield
- 1975 : Ommadawn
- 1978 : Incantations
- 1979 : Exposed
- 1979 : Platinum
- 1983 : Crises
- 1985 : The Complete Mike Oldfield - Compilation
- 1987 : Islands

### Autres
- 1973 : Supersister - Iskander
- 1975 : Steve Hillage - Fish Rising
- 1975 : Slapp Happy - Desperate Straights
- 1977 : Pekka Pohjola - Mathematicians Air Display
- 1978 : Thin Lizzy - Live & Dangerous
- 1979 : Mick Taylor - Mick Taylor
- 1980 : Sally Oldfield - Celebration
- 1982 :  Philip Lynott -  Philip Lynott Album
- 1983 : Sally Oldfield - Strange Day In Berlin
- 1983 : Jean-Yves Lievaux  - Transformances
- 1988 : Bireli Lagrene - Inferno
- 1995 : Project Lo - Dabblings in the Darkness
- 1997 : Brand X - Manifest Destiny